# 唐闸镇街道
唐闸镇街道，是中华人民共和国江苏省南通市崇川区下辖的一个乡镇级行政单位。
“唐闸”一词来源于街道境内通扬运河上的一座同名水闸，而该水闸的名称则来源于水闸附近的一处唐姓人家。唐闸镇街道是中国近代民族工业的发祥地之一，19世纪末，张謇曾在此处创建了大生纱厂等一系列工厂和企业。

## 行政区划
唐闸镇街道下辖以下地区：
新华社区、西洋桥社区、公园社区、横河社区、花墙社区、长岸社区、尖沟头社区、高店社区、怡园社区、闸东社区和新园社区。